# 난쟁이코끼리

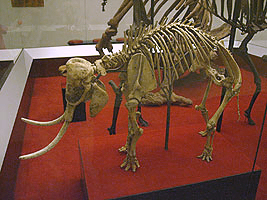
난쟁이 코끼리와 비슷한 종류의 작은 코끼리

난쟁이코끼리는 시칠리아섬에 살던 코끼리의 일종이다. 유라시아대륙의 거대한 코끼리와 다르게 몸집이 작았으며 지중해의 섬에서 살았다. 인간이 섬에 정착하면서 남획과 서식지 파괴로 인해 멸종되었다. 그리스 신화에 나오는 키클로스의 정체는 난쟁이 코끼리의 두개골을 착각해서 형성되었다고 여겨진다.

## 지중해의 섬에 살던 난쟁이코끼리
시칠리아섬에 서식하는 코끼리는 크기가 양만한 크기이다. 이는 먹이가 부족해지면서 덩치가 커지면 서식하는데 불리해지기 때문이다. 빙하기와 간빙기가 오고가면서 코끼리도 적응을 하기 위해서 진화한 것이다. 그밖에도 멧돼지만한 하마나 노루만한 사슴등 작은 포유동물들이 서식하였다. 그러다가 인류가 섬에 정착하면서 남획으로 멸종되었다. 그리스 로마 신화에 나오는 사이클롭스의 정체는 아마도 코끼리의 두개골일 가능성이 높다.

## 인도네시아의 섬에 살던 난쟁이 코끼리
시칠리아섬에서 한참 멀리 떨어진 인도네시아의 플로레스섬에는 플로레스 코끼리가 서식하였다. 당시에는 작은 인류가 서식하였는데 코끼리와 인류의 싸움이 축소된 것과 같다. 난쟁이 인류와 난쟁이 코끼리말고도 거대한 코모도 도마뱀이 서식하였다.

## 같이 보기
- 보르네오코끼리